# Scoliacma ligneofusca
Scoliacma ligneofusca là một loài bướm đêm thuộc phân họ Arctiinae, họ Erebidae.